# Ла-Асебеда
Ла-Асебеда (ісп. La Acebeda) — муніципалітет в Іспанії, у складі автономної спільноти Мадрид. Населення — 59 осіб (2010).
Муніципалітет розташований на відстані близько 75 км на північ від Мадрида.

## Демографія
Динаміка населення (INE ):

## Галерея зображень

Розташування муніципалітету у автономній спільноті Мадрид
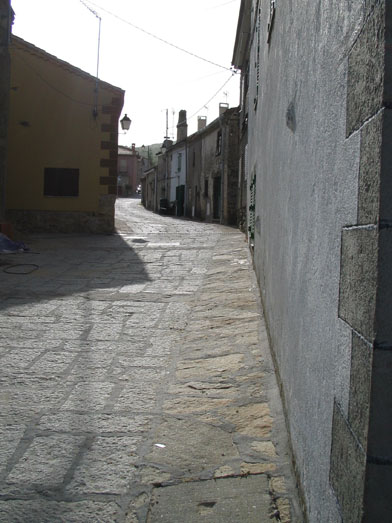
Вулиця
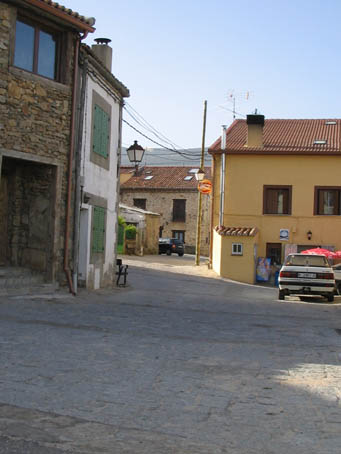
Вулиця у Ла-Асебеді